# Bayerotrochus
Bayerotrochus là một chi ốc biển, là động vật thân mềm chân bụng sống ở biển trong họ Pleurotomariidae.

## Các loài
Các loài trong chi Bayerotrochus gồm có:
- Bayerotrochus africanus (Tomlin, 1948)
- Bayerotrochus boucheti (Anseeuw & Poppe, 2001)
- Bayerotrochus diluculum (Okutani, 1979)
- Bayerotrochus indicus (Anseeuw, 1999)
- Bayerotrochus midas (Bayer, 1966)[2]
- Bayerotrochus philpoppei Anseeuw, Poppe & Goto, 2006[3]
- Bayerotrochus poppei Anseeuw, 2003[4]
- Bayerotrochus pyramus (Bayer, 1967)
- Bayerotrochus tangaroanus (Bouchet & Métivier, 1982)
- Bayerotrochus teramachii (Kuroda, 1955)
- Bayerotrochus westralis (Whitehead, 1987)